# ウゴジ
ウゴジ(Ugeoji、우거지)とは、朝鮮料理において、ハクサイ、大根、その他葉物野菜の外側の葉や茎を指す言葉である。野菜を整形する過程で取り除かれる。
堅いウゴジは、じっくり煮込めばうまみが出るため、グㇰ（スープ）や煮込み料理、特にヘジャンクク（酔い覚ましの汁物）、テンジャングク(味噌汁)等に用いられる。

## ギャラリー

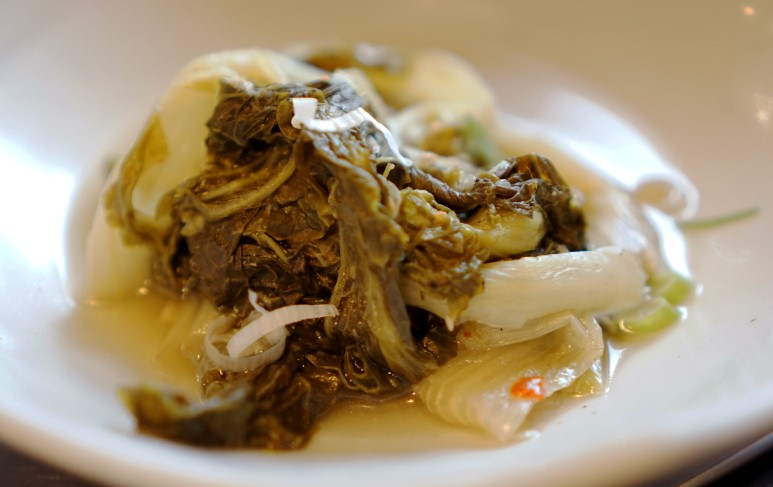
茹でて味付けしたウゴジ
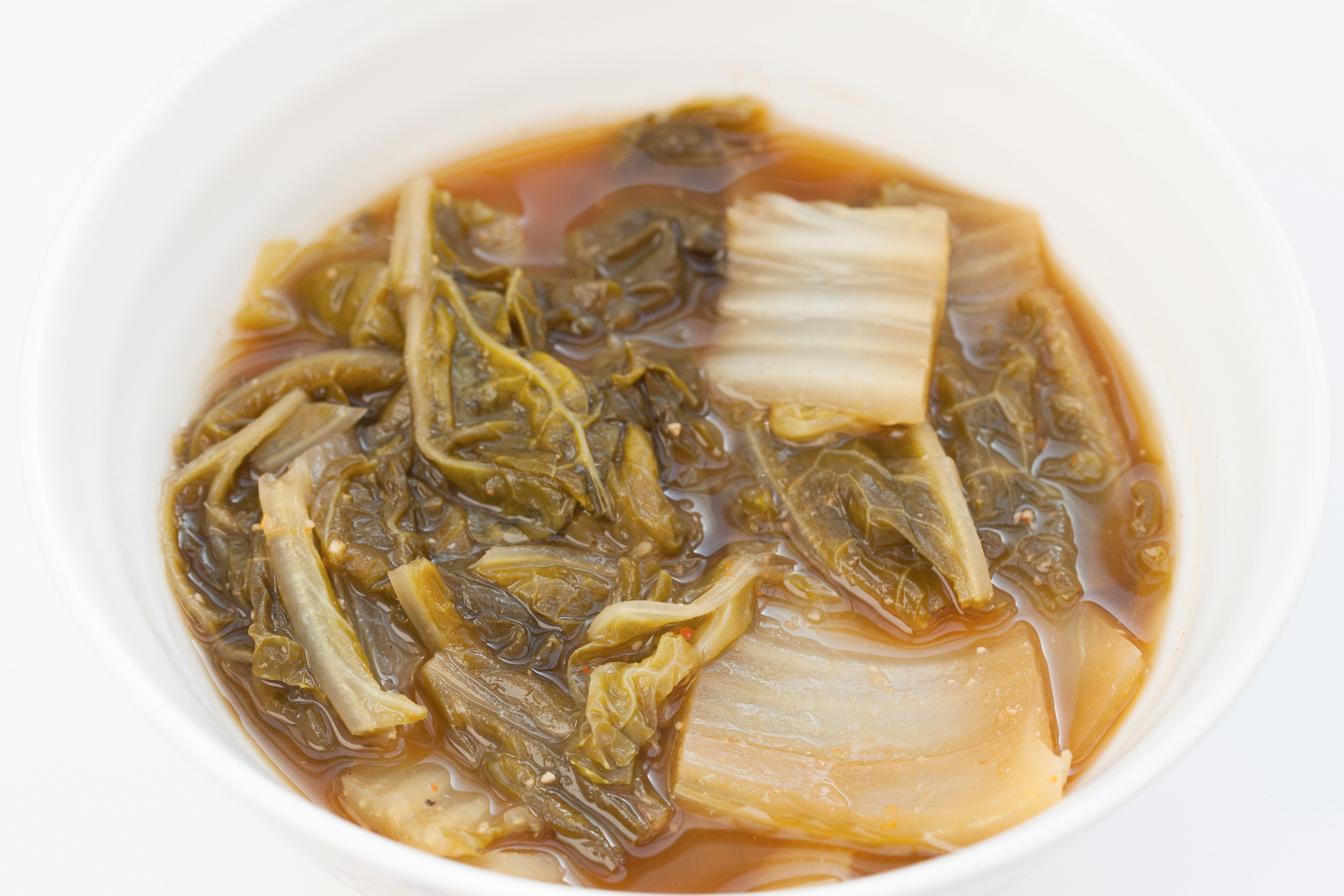
ウゴジグㇰ（ウゴジのスープ）
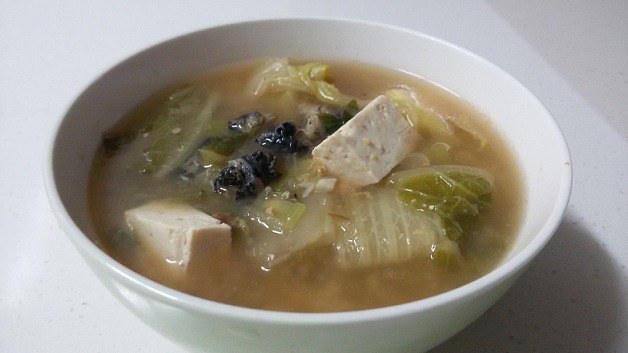
ウゴジウロンテンジャングク（ウゴジとタニシの味噌汁）